# Cimetidină
Cimetidina este un antihistaminic, antagonist al receptorilor H2, utilizat în tratamentul ulcerului gastroduodenal și al bolii de reflux gastroesofagian. Căile de administrare disponibile sunt: orală, intravenoasă și intramusculară.
Astăzi, este un tratament mai puțin preferat față de ranitidină și famotidină.
Medicamentul a fost descoperit în 1971 și a început să fie disponibil comercial în 1977.

## Utilizări medicale
Cimetidina este utilizată pentru reducerea producției acide gastrice, în următoarele cazuri:
- tratament al ulcerului peptic, duodenal și gastric benign
- profilaxia ulcerelor și eroziunilor de la nivelul tractului gastroesofagian
- management-ul bolii de reflux gastroesofagian (BRGE)

## Reacții adverse
Cele mai frecvente reacții adverse sunt: diaree sau constipație, somnolență, astenie, dureri musculare.
Inhibarea citocromului P-450 implicat în metabolizarea diferitelor medicamente la nivel hepatic determină o creștere a concentrației serice a unor medicamente precum diazepam, fenitoina, propranolol, fenobarbital, carbamazepina, teofilina, warfarina. 